# Резолюция Совета Безопасности ООН 1081
Резолюция Совета Безопасности Организации Объединённых Наций 1081 (код — S/RES/1081), принятая 27 ноября 1996 года, после рассмотрения доклада Генерального секретаря ООН Бутроса Бутроса-Гали о Силах ООН по наблюдению за разъединением (СООННР) Совет отметил свои усилия по установлению прочного и справедливого мира на Ближнем Востоке.
Резолюция призвала заинтересованные стороны немедленно выполнить резолюцию 338 (1973). Она продлила мандат Сил по наблюдению ещё на шесть месяцев до 31 мая 1997 года и просила Генерального секретаря представить доклад о ситуации в конце этого периода.